# Staffan Bengtsson (ämbetsman)
Staffan Bengtsson, född 2 oktober 1955 i Umeå, är en svensk ämbetsman.
Staffan Bengtsson har studerat vid Lunds universitet och Umeå universitet med en fil kand-examen 1982 i bland annat statskunskap, nationalekonomi och historia. Han arbetade efter sin examen en tid som gymnasielärare samt med konstruktion och utprövning av högskoleprovet.
Han har därefter arbetat i regeringskansliet 1992–2006, inledningsvis på finansdepartementets budgetavdelning som bl. a. departementsråd och t.f. budgetchef, och under åren 1998–2006 som statssekreterare i utbildningsdepartementet respektive socialdepartementet. Han var under 2008–2017 överintendent och chef för Statens försvarshistoriska museer.
Staffan Bengtsson är ordförande för Nämnden för statligt tandvårdsstöd (sedan 2015), ordförande för Nämnden för läkemedelsförmåner (2017) samt styrelseordförande för Statens Jordbruksverk (2018). Han är även styrelseledamot av Transportstyrelsen (2018) samt vice ordförande i styrelsen för Försvarets materielverk (2021). Från 2021 är han skattmästare i styrelsen för Svenska institutet i Athen.